# 太田川放水路
太田川放水路（おおたがわほうすいろ）は、広島県広島市を流れる太田川水系の本流。
太田川下流域の洪水抑制のため同地にあった山手川を拡幅した放水路である。延長約9 km。1932年（昭和7年）から工事に入り戦中に一時工事中断、戦後再び行われ1967年（昭和42年）に完成した。北から流れてきた太田川本流が、左岸東区牛田・右岸安佐南区長束で旧太田川と分流し、西区内を南南西方向に向かって流れ、広島湾に注ぐ。
児童文学『ズッコケ三人組』に出てくる「大川」はこの川がモデルである。

## 沿革

### 背景
広島は、近世においては広島藩の中心地として人口が増え江戸・大坂・京都・名古屋・金沢に次ぐ大都市となり、近代は軍都・学都として中国地方第一の重要都市であった。その広島は太田川下流域の広島デルタ内で発展した。安土桃山時代に広島城が造られ城下町が形成された頃より開発が始まり、江戸時代以降は干拓事業、昭和時代以降は広島港開発とともに埋立により、海に向かって伸びていった。
昭和初期当時の太田川下流域には7派川あった。以下河口付近西側から、
- 山手川（己斐川）
- 福島川（川沿川）
- 天満川
- 本川（旧・太田川本流）
- 元安川
- 京橋川
- 猿猴川

この7派川は太田川の洪水を呑みきれなかった。規模の大きな洪水は、江戸時代に約30回、明治以降戦中までに7回あった。特に大きなものでも、1654年（承応2年）・1796年（寛政8年）・1859年（嘉永3年）・1886年（明治19年）・1919年（大正8年）・1928年（昭和3年）に起こっている。これに対して、この地を治めるものは治水対策を行なってきたが実らず、流域住民により抜本的な改修が望まれていた。
また広島は干拓・埋立で形成された土地であることから堤内地が低く大潮の満潮位より低い土地に市街地があり、更に広島湾の干潮差は大きいことから洪水と大潮満潮がぶつかれば市内の広範囲で浸水する危険性があった。洪水対策と共に沿岸部の高潮対策も施す必要があった。
1896年（明治29年）河川法（旧法）が制定、1910年（明治43年）第1次治水計画が策定されたものの、太田川はこれに含まれなかった。1921年（大正10年）第2次治水計画の際に太田川が含まれるようになったものの、国の直轄事業での改修にはすぐに至らず、その間に洪水被害が起きていた。地元広島市民は一向に改善しない状況に対して運動を開始、地元選出の望月圭介内相に陳情書を提出するなど、働きかけた。1927年（昭和2年）、内務省により太田川全流域の改修計画が作成されようやく改修事業が進むことになり、1932年（昭和7年）帝国議会にて予算が了承され、放水路方式を採用することになった。

### 着工
検討当時太田川の疎通能力は2,000 m3/s程度しかったため市内派川の浚渫・拡幅あるいは放水路開削が検討され、市内中心部に近い派川を拡幅嵩上げすることは都市計画上そして河口部の港湾との兼ね合いから困難であったため、最も西方を流れ流域に重要施設が少なかった山手川と福島川の一部を開削拡幅して新しい放水路とすることが決定した。
1932年（昭和7年）国営工事（内務省直轄）として改修が着手され測量を開始し、1934年（昭和9年）から本格的な工事が着工した。当時の予定は、総工事費1,500万円で工期は15年。工事は太田川流域全体で行われ、そのうち下流域のみの主な工事内容は以下のとおり。

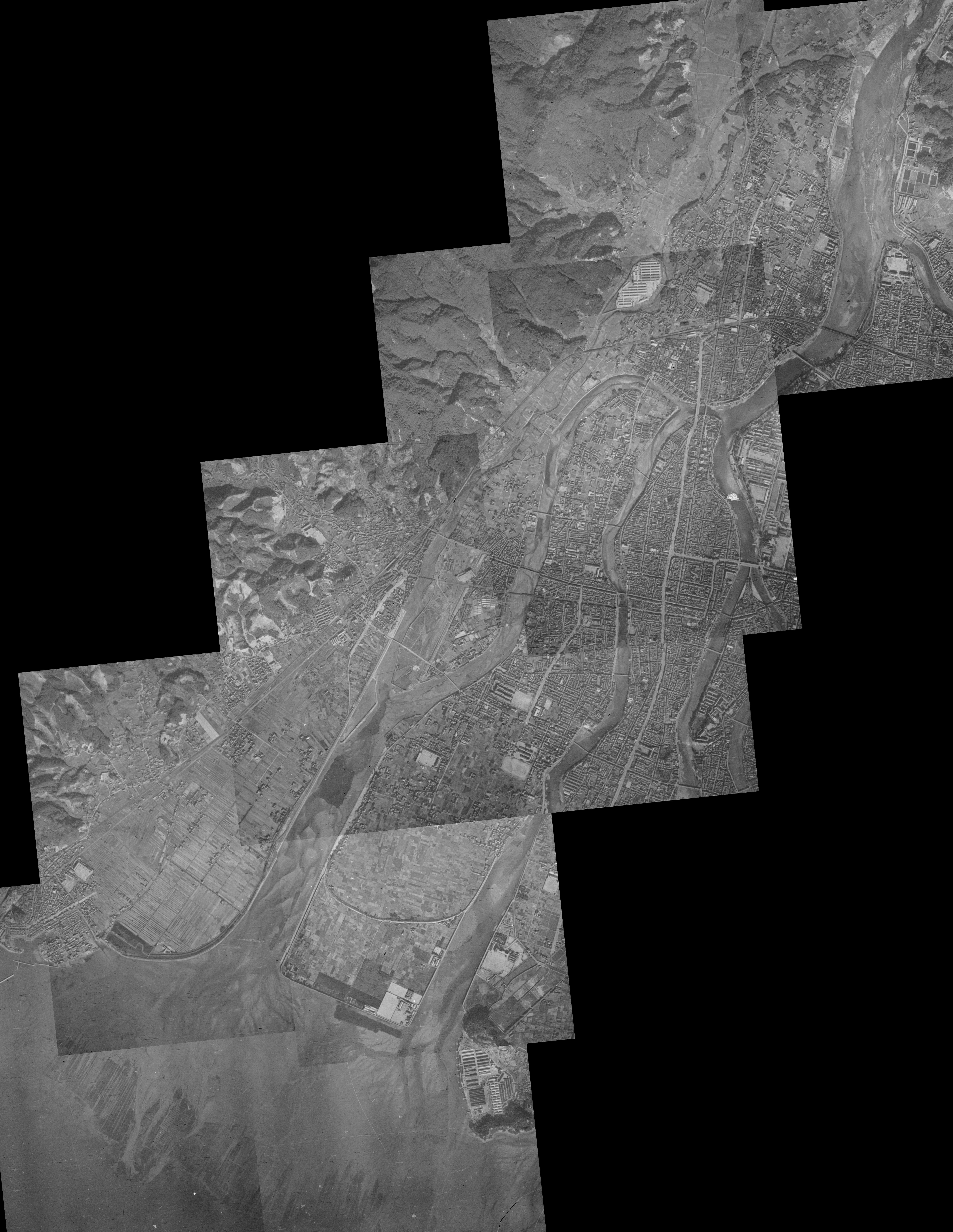
1938年旧陸軍撮影

- 計画高水流量は、1919年（大正8年）7月4日に観測された洪水流量から算出し、4,500 m3/s とする[10]。
- 山手川と一部の福島川を合わせて拡幅した全長9kmの「山手川分水路」を整備し、計画高水流量の内3,500 m3/sを分水路に放流、残り1,000 m3/sを本川に放流する[10][20]。
- 工事区間は、左岸安芸郡戸坂村・右岸安佐郡原村から海まで[10]。
- 山手川分水路
  - 河幅300 m内外、河川敷を設ける[10]。堤防は、天端幅は6 m、法面は表が2割勾配で裏が2割から2割5分勾配。河川改修に伴う掘削土で形成する[21]。
  - 右岸側の支流、安川・山本川・八幡川分水路の合流地点に逆流防止のため水門を設ける[21]。
- 太田川
  - 戸坂村および原村付近を改修し堤防を新築する[10]。
  - 分水地点の本川側のみに分水門（調節門）を設ける[22]。
- その他
  - 付帯工事として、改修に伴い各道路橋や電車橋、樋門を新築する[21]。

1936年（昭和11年）、下流部の福島町・南三篠町の一部で用地買収が始まる。当時広島は軍都であり工事自体が旧陸軍・旧海軍からの要望もあったことから、用地取得はほぼ強制的に行われていた。
1944年（昭和19年）、太平洋戦争の戦況悪化によりに一時工事中断している。なおこの時点での放水路工事は、河口付近の浚渫と分流地点の護岸工事ぐらいで、ほとんど進んでいなかった。
この戦中終戦時期に、1943年7月（昭和18年不明）・同年9月20日（昭和18年台風第26号）および1945年9月18日（昭和20年枕崎台風）と、計画高水流量を上回る洪水が発生している。また1942年8月27日（昭和17年周防灘台風）広島湾で計画高潮位を上回る異常潮位を記録している。そして1945年（昭和20年）8月6日広島市への原子爆弾投下により流域は荒廃と化している。そのため新たな都市計画と共に河川・港湾計画が見直されることになった。

### 工事再開
1946年（昭和21年）「広島復興都市計画」が決定、平和大通りなどの主な道路・公園・河岸緑地・土地区画整理事業などの戦後広島の都市づくりが始まった。
- 1936年内務省作成太田川改修計畫概要平面圖 (PDF)
- 1946年広島市作成広島復興都市計画街路網公園配置図

| 工事延長 | 9.0 km    |
| 浚渫     | 139万 m3  |
| 掘削     | 390万 m3  |
| 築堤     | 169万 m3  |
| 護岸     | 26万 m2   |
| 橋梁     | 11橋      |
| 用地補償 | 159万 m2  |
| 家屋補償 | 1,800万戸 |

放水路計画も見直され、本川拡幅案・猿猴川拡幅案・元放水路掘削（戦前の山手川放水路計画から更に掘削する）案などが検討され、結果元計画どおりに進められることが決定した。ただ戦前の計画からいくつか変更点があった。
- 計画高水流量は、枕崎台風で観測された洪水流量から算出し、6,000 m3/sとする。うち「太田川放水路」に4,000 m3/s、本川に2,000 m3/s分流する[4][20]。
- 放水路の流量増加分は低水路の河床掘削でまかなう[4]。
- 浚渫および掘削で出た土砂は福島川の埋め立てや放水路築堤に用いることに加え、河口左岸側に造られる広島空港（現広島ヘリポート）整備用にも用いる[23]。
- 放水路側の分流口に、水門＋固定堰を新たに設ける[27]。本川側の分流口について、牛田側護岸をより鋭角にする。構造物は水門＋越流ぜきとする[27]。
- 放水路嵩上げに伴い山陽本線・可部線の嵩上げ、横川駅橋上化[1]。

1946年、建設省（現国土交通省）は工事を再開しようとした。ただ戦前用地買収した福島町の国有地に、戦後のどさくさに紛れ不法に家屋が建てられていた。この住民や戦前の用地買収時における補償に納得できないもの、山陽本線以北の未用地買収の地区住民、河口部の草津地区カキ・ノリ養殖業関係者、福島川の漁業権を持つ漁民により、それぞれで放水路工事反対運動が起こった。1948年（昭和23年）楠瀬常猪県知事が工事再開を公表したが、実際は1950年（昭和25年）まで工事は進まなかった。
1951年（昭和26年）山陽本線以北の補償が好転したことから部分的に工事再開したが、その工事の際に出た土砂流出により河口部の漁場が荒れたとして工事反対運動が再燃し1953年（昭和28年）再び工事中断となった。1954年（昭和29年）福島川について話し合いが終わり埋立工事を行うも、地元の対策委員会が分裂したため、話し合いは振り出しに戻り工事中断となった。
そこで建設省は完全に工事を止め、県および市とそれらで基本事項の結論が出るまで話し合いが続けられた。その後、市が公営住宅建設に努力することを約束、福島川・草津漁民への話し合いがつき、1954年（昭和29年）5月に草津地区漁業補償、1955年（昭和30年）1月に福島地区立ち退き、同年9月福島川漁業補償が解決したことから、本格的な工事に入ることとなった。この頃になると、本格的に大型重機・機械化施工が多数導入され工事は進んでいった。
1961年（昭和36年）には大芝水門と祇園水門の工事開始、1965年（昭和40年）に通水開始し、1968年（昭和43年）に全工事竣工した。概算工事費は2015年（平成27年）度換算で9,600億円。

### 現状

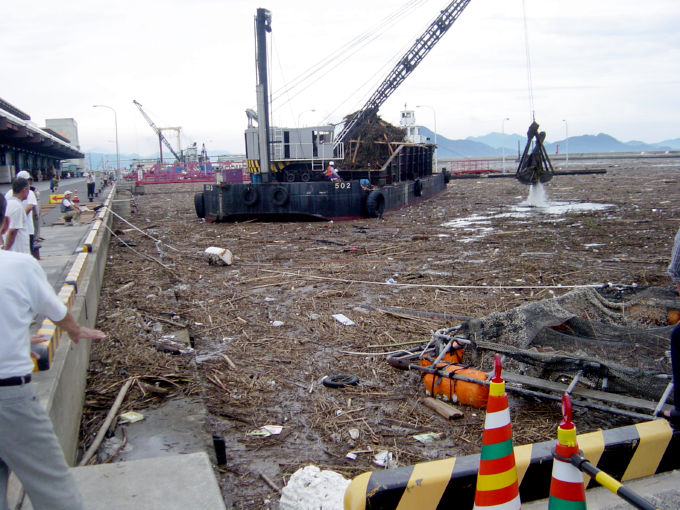
2005年台風14号通過後の草津漁港。放水路上流から流れてきた流木が河口にある草津漁港に溜まった。

通水式の2か月後にあたる1965年7月23日に洪水が襲ったが、太田川放水路は無害だった。竣工後最大規模の洪水となった1972年（昭和47年7月豪雨）洪水および2005年（平成17年台風第14号）洪水でも、浸水面積・被害家屋共に最小限に止めている。
1965年・1972年洪水、そして高度経済成長期の急速な広島都市圏開発状況から、1975年（昭和50年）太田川水系工事実施基本計画を改定し、計画高水流量を7,500 m3/sとし放水路に4,000 m3/s・市内派川に3,500 m3/sとした。1997年（平成9年）河川法改正を受けて太田川水系河川整備基本方針を策定、2007年（平成19年）洪水を受けて計画高水流量を8,000 m3/sとし放水路に4,500 m3/s・市内派川に3,500 m3/sとした。建設当時の計画流量を大きく超えており、今後平成17年台風第14号以上の大きな洪水が発生した場合予定通り分派できない可能性が懸念されている。
1991年平成3年台風第19号・2004年平成16年台風第18号と市内派川で高潮被害にあったことから、洪水対策も合わせて高潮堤防の更新が進められたものの2020年時点で十分ではなく、今後平成16年台風第18号レベルの高潮が発生した場合浸水被害が発生する可能性が懸念されている。
また老朽化に伴い、施設の更新が行われている。護岸は、吸出し現象による空洞化も起こったことから補修が行われ、大芝・祇園水門を含めた付帯施設の老朽化および大規模地震対策のため、更新が考えられている。

## 略歴
ここでは国土交通省が公表する関連年表を列記する。
- 1889年（明治22年） : 市制施行、広島市に
- 1897年（明治30年） : 山陽鉄道が徳山まで開通、己斐駅・横川駅開業
- 1903年（明治36年） : 三篠 - 可部間に全国初の乗合自動車（バス）開通
- 1909年（明治42年） : 大日本軌道広島支社線（可部線）三篠 - 祇園間開通
- 1919年（大正8年）
  - 4月 : 太田川ほか25河川が河川法準用河川に指定
  - 7月 : 太田川洪水、横川橋・三篠橋・相生橋など落橋
- 1923年（大正12年） : 太田川洪水、十日市町・広瀬町など浸水
- 1924年（大正13年） : 太田川改修計画のための内務省現地調査実施
- 1925年（大正14年）  : 太田川洪水、広瀬町・上流川町など浸水
- 1926年（大正15年）
  - 9月 : 太田川洪水（大正15年9月広島豪雨災害）
  - 9月 : 福島川に西大橋架橋
- 1927年（昭和2年） : 太田川改修計画の骨子決定（放水路案）
- 1928年（昭和3年）
  - 6月 : 太田川洪水、栄橋・常盤橋など流失
  - 6月 : 太田川改修・広島港修築期成同盟会結成
  - 11月 : 可部軌道、可部-長束経路変更および電化
- 1929年（昭和4年） : 隣接7町村、広島市と合併
- 1932年（昭和7年）
  - 4月 : 内務省直轄太田川改修事業着手
  - 7月 : 太田川測量員詰所設置
  -  : 山手川に旭橋架橋
- 1933年（昭和8年） : 太田川測量員詰所を太田川改修事務所に改称
- 1934年（昭和9年） : 太田川改修工事起工式
- 1943年（昭和18年）
  - 7月 : 太田川洪水
  - 9月 : 太田川洪水（昭和18年台風第26号）
- 1944年（昭和19年）
  - 6月 : 太田川改修工事中断
  -  : 庚午橋（木桁）架設
- 1945年（昭和20年）
  - 8月 : 広島市への原子爆弾投下
  - 9月 : 太田川洪水（枕崎台風）
- 1948年（昭和23年） : 県知事、太田川放水路工事再開を発表
- 1951年（昭和26年） : 太田川放水路工事、本格的に着手
- 1953年（昭和28年） : 太田川改修補償問題、覚書締結
- 1954年（昭和29年）
  - 5月 : 草津漁港補償、協定書締結
  - 12月 : 庚午橋架替竣工
- 1960年（昭和35年） : 旭橋竣工
- 1961年（昭和36年） : 広島空港（広島西飛行場）供用開始
- 1962年（昭和37年）
  - 10月 : 太田川放水路工事に伴う可部線移設開通
  - 10月 : 三滝橋竣工
- 1963年（昭和38年）
  - 3月 : 横川駅高架完成
  - 12月 : 新庄橋、山手橋渡り初め式
  - 12月 : 太田川放水路工事に伴う山陽本線移設完了
- 1964年（昭和39年）
  - 8月 : 新己斐橋完成
  - 9月 : 新己斐橋に広島電鉄本線移設
  - 12月 : 大芝水門完成
- 1965年（昭和40年）
  - 3月 : 祇園水門完成
  - 4月 : 太田川、一級河川に指定
  - 5月 : 太田川放水路通水式、己斐橋・大芝橋・新己斐橋渡り初め式
  - 5月 : 平和大通り全線開通
  - 7月 : （太田川放水路河川敷で初の花火大会（のちの太田川花火大会））
- 1966年（昭和41年） : 竜王橋開通
- 1968年（昭和43年） : 太田川放水路完成
- 1972年（昭和47年） : 昭和47年7月豪雨
- 1973年（昭和48年） : 新旭橋完成
- 1975年（昭和50年） : 山陽新幹線、岡山-博多間開業
- 1977年（昭和52年） : 庚午橋上り線完成
- 1982年（昭和57年） : 庚午橋下り線開通式
- 1989年（平成元年） : 庚午橋立体橋開通
- 1991年（平成3年） : 新竜王橋開通
- 1993年（平成5年） : （新広島空港開港に伴い広島西飛行場となる）
- 2001年（平成13年） : 広島高速4号線（広島西大橋）開通
- 2002年（平成14年） : （最後の太田川花火大会）
- 2005年（平成17年） : 平成17年台風第14号、戦後最大流量を記録
- 2012年（平成24年） : （広島西飛行場供用廃止、広島ヘリポートとして供用開始）
- 2014年（平成26年） : 広島南道路（太田川大橋）開通

## 機能

### 分流調整
放水路と旧太田川含めた市内派川（天満川・元安川・京橋川・猿猴川）の流量は、西区大芝にある祇園水門および大芝水門の2つの水門で調整している。
ここより上流の安佐北区口田1丁目にある矢口第1水位観測所の観測値により2つの水門は連動し、平水時（平常時）は大芝水門を全開し旧太田川に水を流して市内派川が流量不足にならないようにし、洪水時（増水時）は逆に祇園水門を全開し放水路に水を流すようにして市内派川の洪水を防いでいる。またその構造上の原因で、分流地点中央で土砂堆積が発生（下写真参照）し、洪水時の分流量に少なからず影響を与えている。

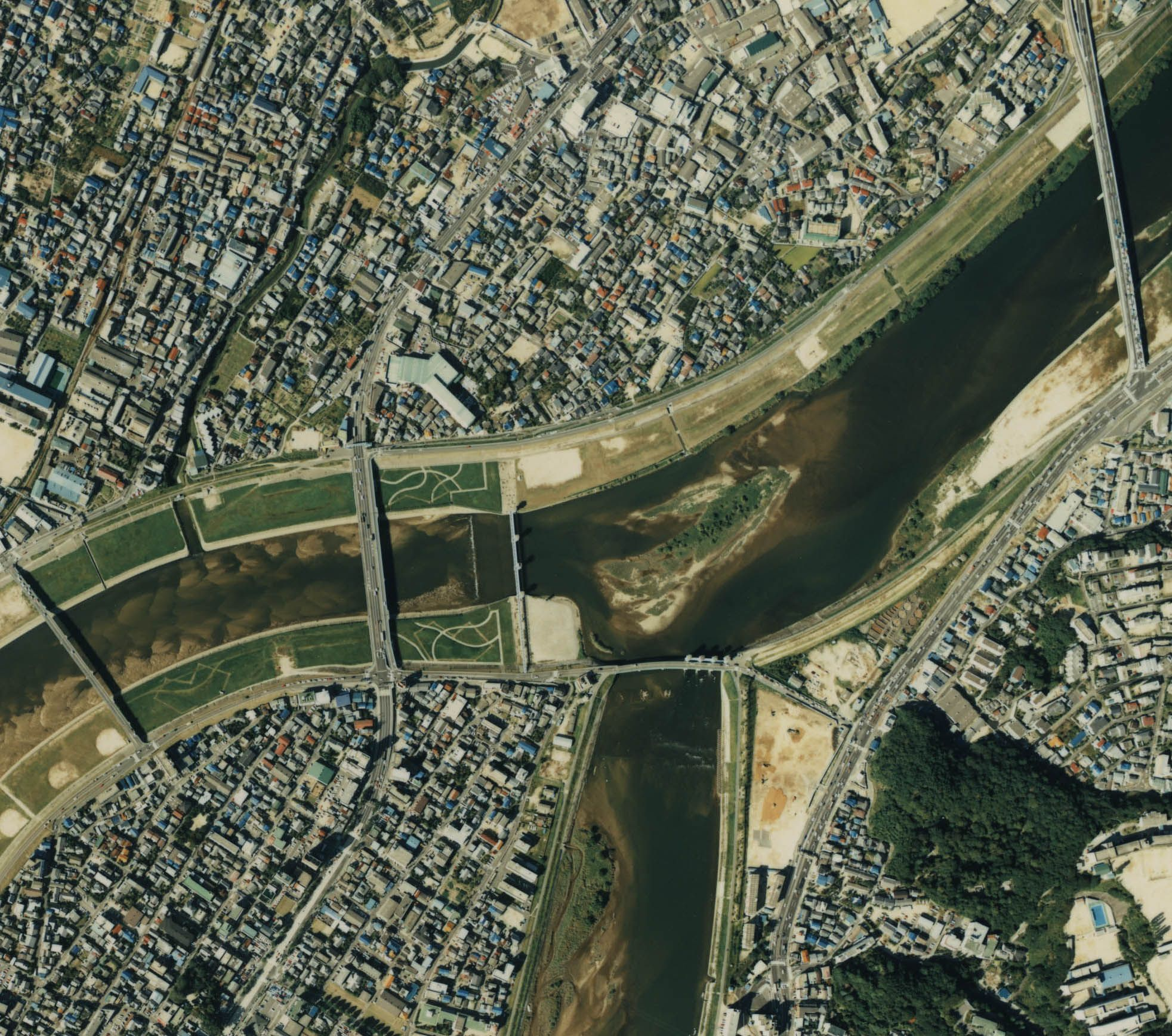
分流地点（1988年）。右方向が上流、左方向へ流れるのが放水路、下方向が旧太田川。

| 施設         | 施設         | 祇園水門                           | 大芝水門                           |
| ------------ | ------------ | ---------------------------------- | ---------------------------------- |
| 河川         | 河川         | 太田川放水路（本流）               | 旧太田川（支流）                   |
| 開閉 状況    | 平水時       | 調整 （ゲート降下）                | 全開 （ゲート上昇）                |
| 開閉 状況    | 洪水時       | 全開 （ゲート上昇）                | 調整 （ゲート降下）                |
| 計画高水流量 | 計画高水流量 | 4500 m3/s                          | 3500 m3/s                          |
| 堰上高       | 堰上高       | 3.10 m                             | 3.60 m                             |
| 敷高         | 敷高         | TP 0.00 m                          | TP -0.50 m                         |
| 可動部       | 可動部       | 鋼製ローラーゲート 幅32.00 m × 3門 | 鋼製ローラーゲート 幅13.33 m × 3門 |
| 固定部       | 固定部       | 幅143.70 m                         | 幅92.80 m                          |
| 備考         | 備考         | 車両通行不可                       | 車両通行可（大芝橋）               |

### 河川敷道路

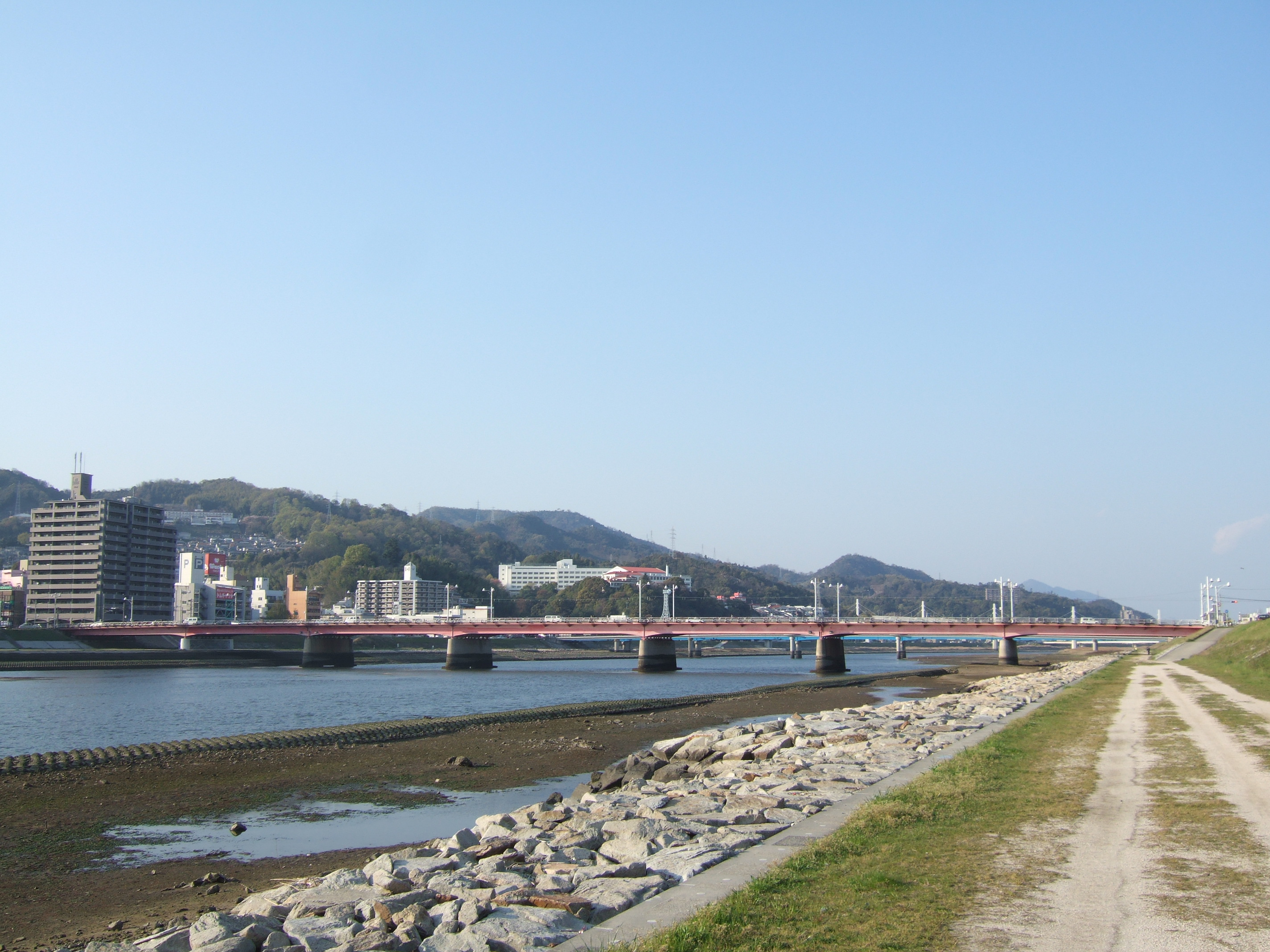
新己斐橋下流側。右が緊急用河川敷道路。中央の石積は水制工。左に干潟が広がる。

太田川河口部は埋立により形成されたことから、軟弱な地盤上に建築物がある。大きな地震が発生した場合、液状化現象による地盤沈下や建物の倒伏などにより陸上交通が分断される可能性がある。そのため緊急輸送道路整備に合わせ、緊急用河川敷道路の整備が行われている。
また1995年（平成7年）阪神・淡路大震災で陸上輸送に代わり海上輸送が活用された事例があり、広島市においては1945年被爆時に陸軍船舶部（暁部隊）が船で被爆者救護にあたった歴史がある。そこで大型災害時に緊急用河川敷道路に連携して、海から救援物資の受け入れや避難民の輸送・救援隊の派遣、瓦礫の撤去などを行う緊急用船着場の配置も計画されている。

## 自然環境
環境基準の水域類型指定では「B類型」（BOD75 %値 3.0 mg/L 以下）、平成10年頃まではBOD75 %値が上回ることがあったが近年ではそれはなく良好な水質を維持している。
軟弱な砂・シルト互層が主体の沖積平野上にある。太田川流域である広島県西部は山列・断層谷が南西から北東方向つまり右肩上がりで発達しており、太田川下流部および支流はそれに沿うように流れている。太田川放水路も同様である。
流れ出る広島湾の潮汐差は約4 mもあり、満潮時は分流地点を超えて海水が遡上する。つまり放水路全体が汽水域にあたり、波や潮流も緩やかに安定している。竣工から40年以上たった今では、一部で干潟や湿地が形成されその環境を好む生物が生息しており、管理する国土交通省も干潟保全に努めている。以下、生態が確認されている生物を示す。
- 甲殻 : ヒライソガニ・ケフサイソガニ・コメツキガニ・チゴガニ・アシハラガニ・ヤマトオサガニ・シロスジフジツボ・イワフジツボ・アナジャコ・ニホンスナモグリ・ハクセンシオマネキ・ニホンドロソコエビ[15][43][46]
- 貝・腹足 : アサリ・オキシジミ・イソシジミ・ヤマトシジミ・ソトオリガイ・クチバガイ・イワフジツボ・シロスジフジツボ[43][46]
- 多毛 : ゴカイ・イトゴカイ[43]
- 植生 : フクド群落・ハマサジ群落・ヨシ・シオクグ・カワヂシャ[15][46]
- 魚 : スズキ・マハゼ・クサフグ・ボラ・クロダイ・ウツセミカジカ[15][46]
- 昆虫 : イソタナグモ・シマイソタナグモ・ヒゲコガネ・コオイムシ・キバナガミズギワゴミムシ[15][46]
- 両生 : ヌマガエル[15]
- 鳥類 : ミサゴ・コアジサシ[15]

太田川水系で塩生植物が生息しているのは太田川放水路だけになる。
人工的に造られた河川であることから、古くからある景勝は存在していない。河川敷は一部階段護岸や人工干潟など親水性護岸で整備されている。
中流域から下流にかけて、ローイング競技（ボート競技）用のコースとして利用されている。2010年に計画されたヒロシマ・オリンピック構想では、ここをマラソンスイミングとトライアスロンの会場として用いる計画が挙がった。

## 施設
上流より記載。緑色欄は有料・高速道路。
| 施設                         | 供用線                                                 | 供用年         | 右岸所在地   | 左岸所在地   | 備考                                |
| ---------------------------- | ------------------------------------------------------ | -------------- | ------------ | ------------ | ----------------------------------- |
| 祇園水門                     | （堰）                                                 | 1965           | 安佐南区長束 | 西区大宮     |                                     |
| 祇園大橋                     | 国道183号                                              | 1963           | 安佐南区長束 | 西区大宮     | 旧国道54号                          |
| 新庄橋                       | 県道277号                                              | 1963           | 安佐南区長束 | 西区大宮     | 旧雲石街道、旧安川の橋、旧国道54号  |
| 三滝橋                       | 市道三篠三滝線                                         | 1962           | 西区三滝本町 | 西区三滝町   | 旧山手川の橋                        |
| 太田川放水路橋梁             | JR可部線                                               | 1962           | 西区竜王町   | 西区打越町   | 開通は1909年                        |
| 竜王橋 新竜王橋              | 市道西1区192号線                                       | 1966 1991      | 西区竜王町   | 西区打越町   |                                     |
| 太田川放水路橋梁             | JR山陽本線                                             | 1963           | 西区竜王町   | 西区打越町   | 開通は1897年                        |
| 太田川橋梁                   | JR山陽新幹線                                           | 1975           | 西区山手町   | 西区打越町   |                                     |
| 山手橋                       | 市道西1区265号線                                       | 1963           | 西区山手町   | 西区中広町   | 旧山手川にあった橋                  |
| 広島西大橋                   | 広島高速4号線 （西風新都線）                           | 2001           | 西区山手町   | 西区中広町   | 旧福島川に西大橋があった            |
| 己斐橋                       | 県道265号                                              | 1965           | 西区己斐本町 | 西区小河内町 | 旧西国街道、旧国道2号、旧山手川の橋 |
| 新己斐橋                     | 市道比治山庚午線 （平和大通り） および広島電鉄本線併用 | 1965           | 西区己斐本町 | 西区福島町   | 「己斐鉄橋」として旧山手川の橋      |
| 旭橋 新旭橋                  | 国道2号 （新広島バイパス）                             | 1960 1973      | 西区庚午北   | 西区南観音   | 旧山手川の橋                        |
| 庚午橋 庚午橋立体橋 新庚午橋 | 上下：市道霞庚午線 立体：市道西2区190号線              | 1982 1989 1977 | 西区庚午中   | 西区観音新町 | 旧福島川の橋                        |
| 太田川大橋                   | 広島高速3号線 （広島南道路）                           | 2014           | 西区庚午南   | 西区観音新町 |                                     |

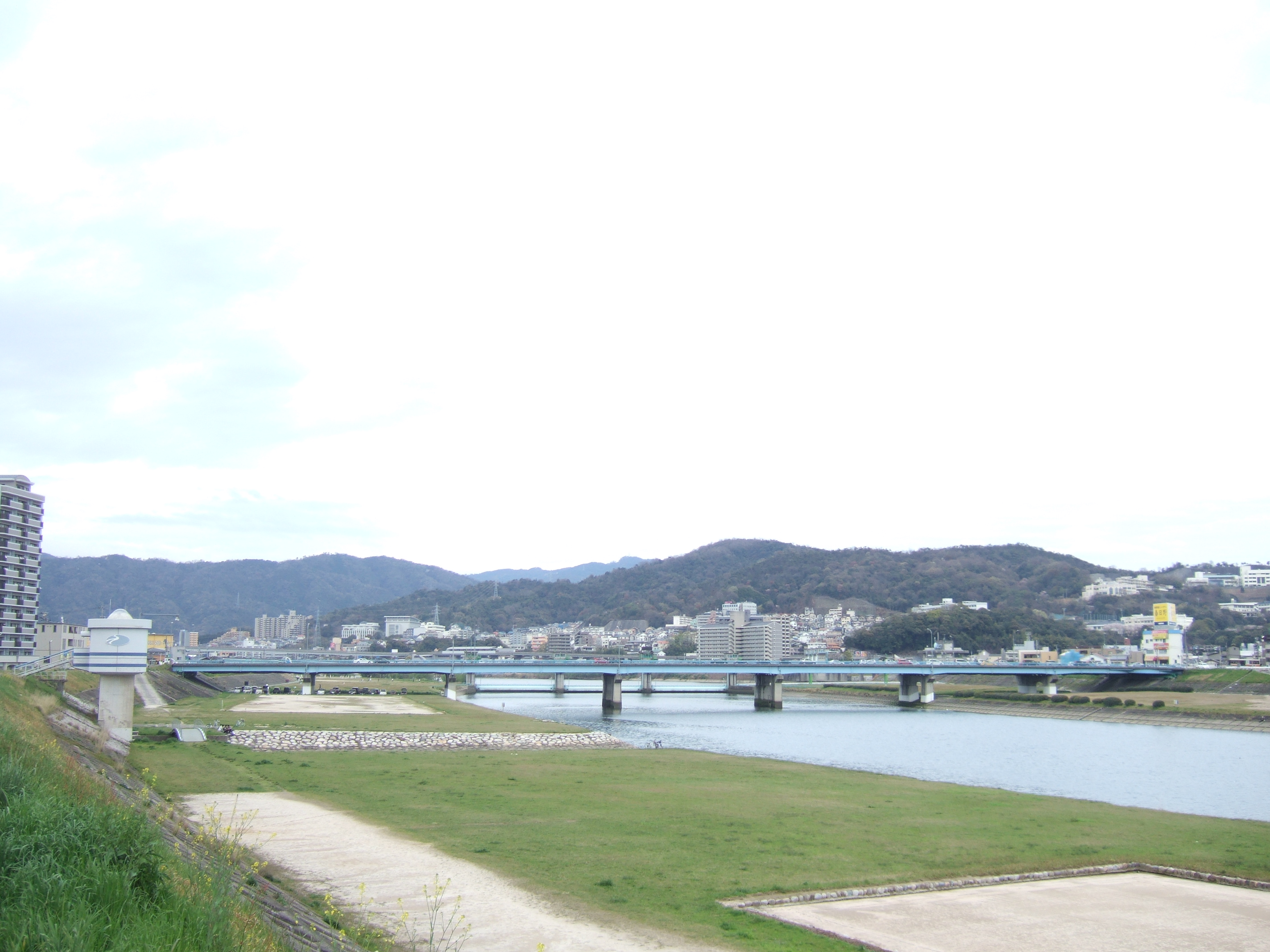
祇園大橋
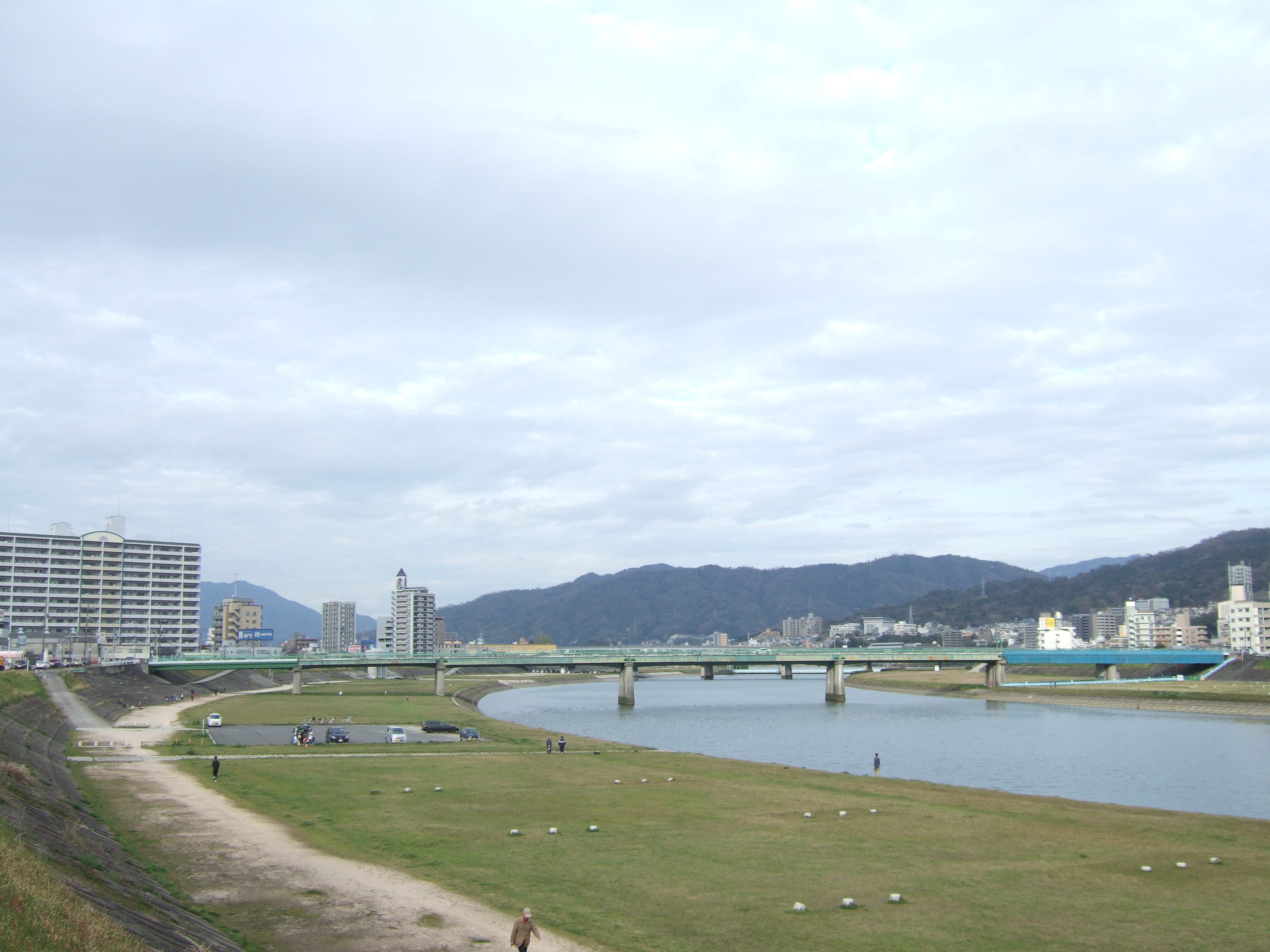
新庄橋
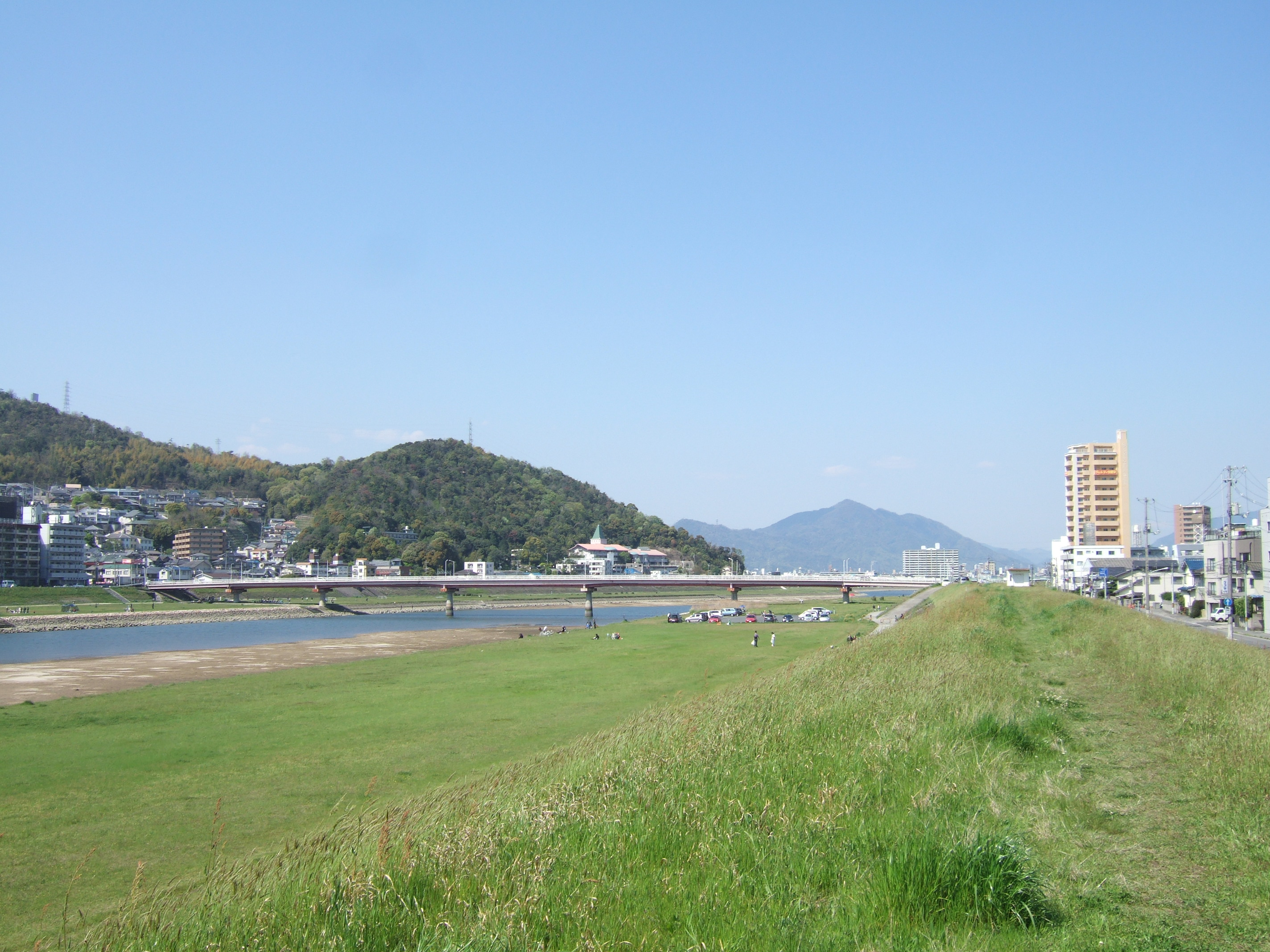
三滝橋
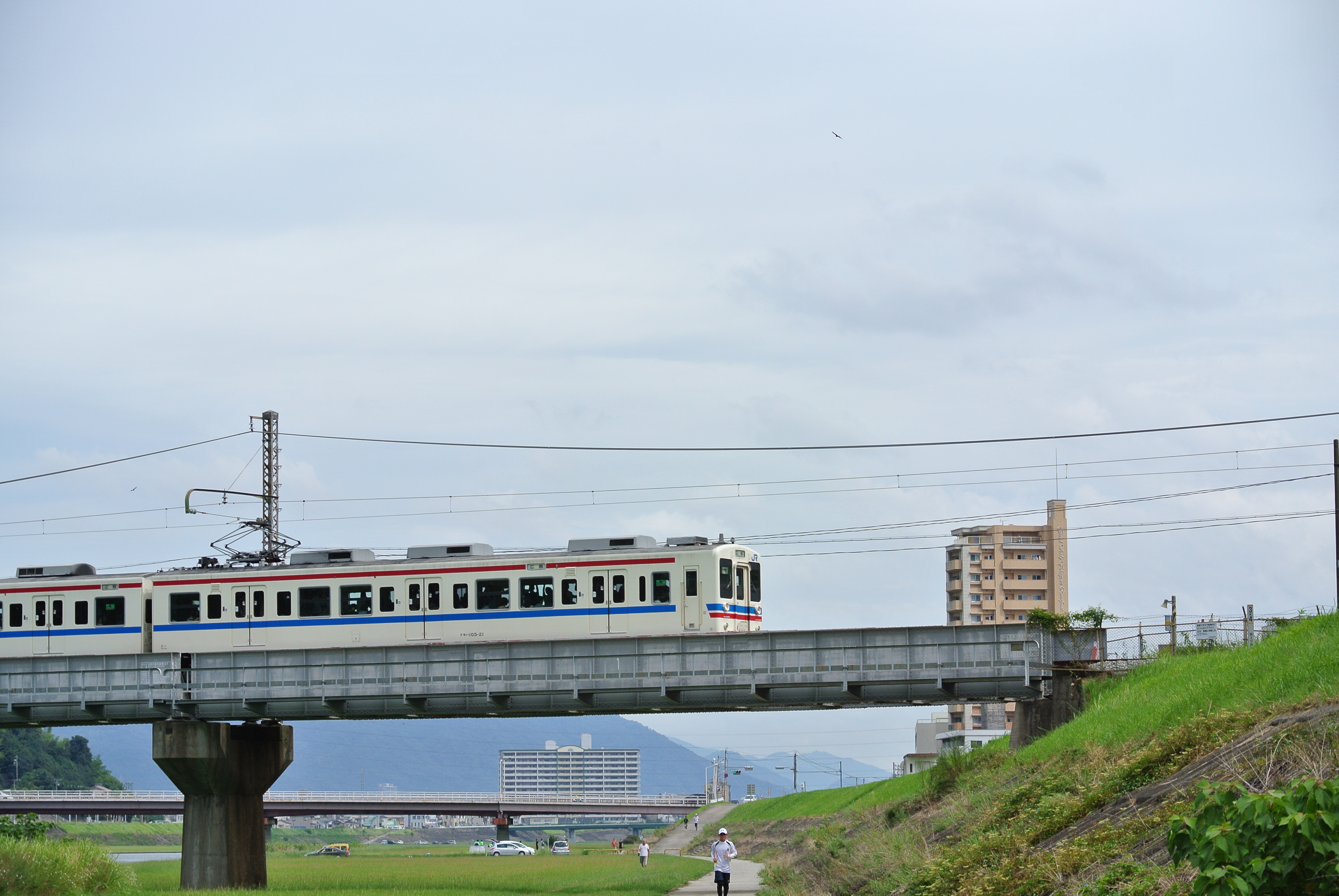
可部線橋梁
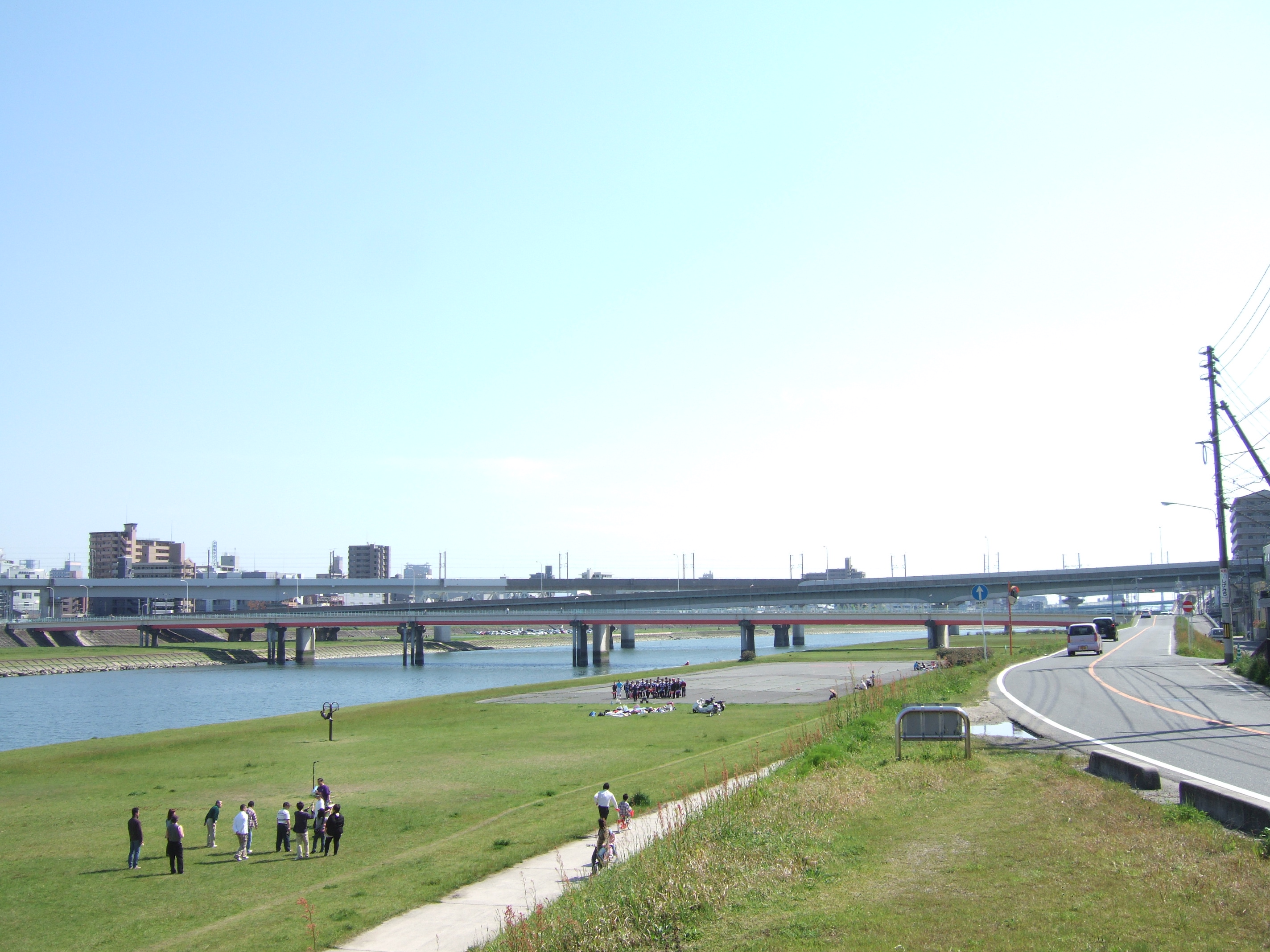
竜王橋・新竜王橋
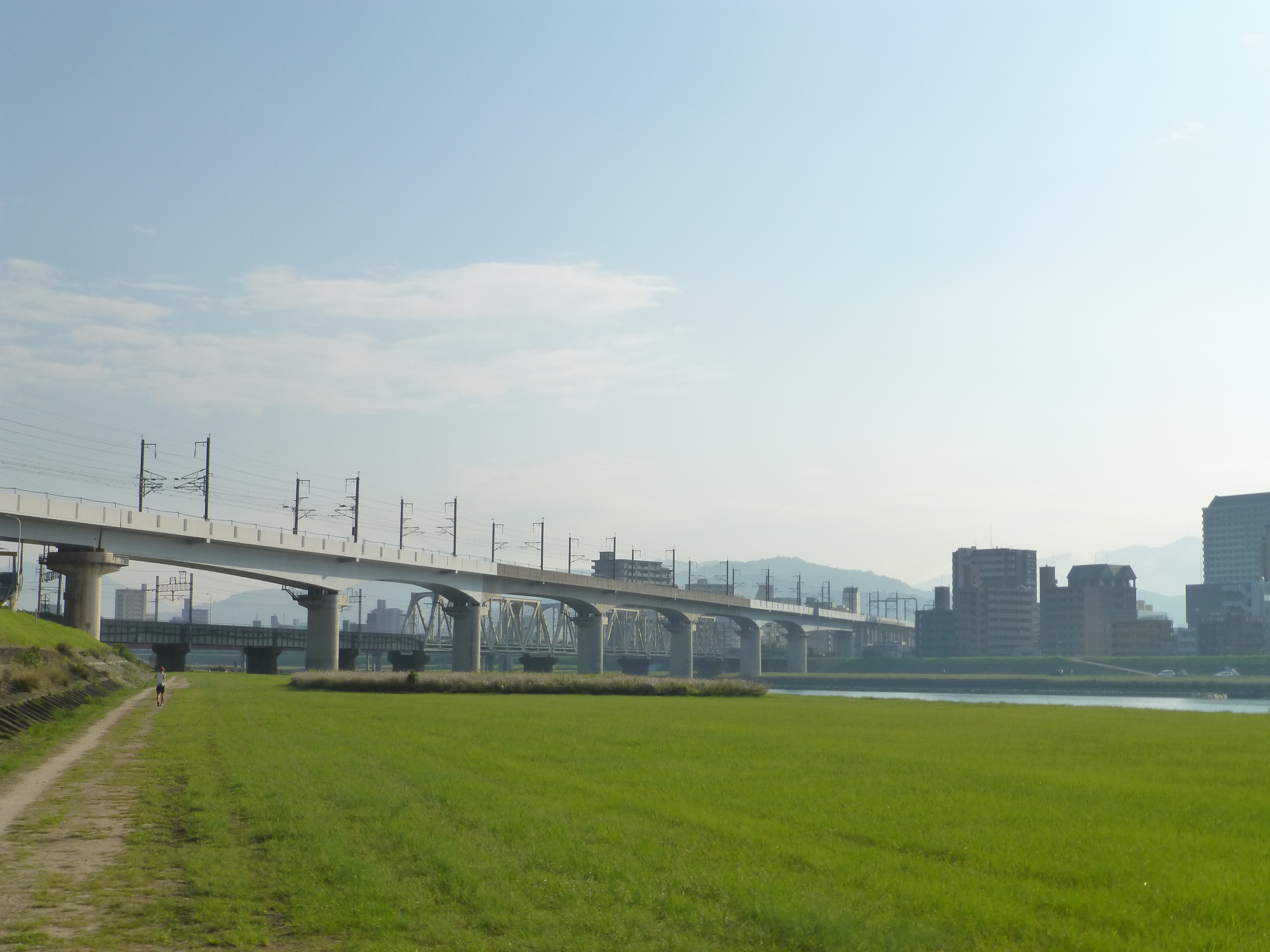
山陽新幹線・山陽本線橋梁
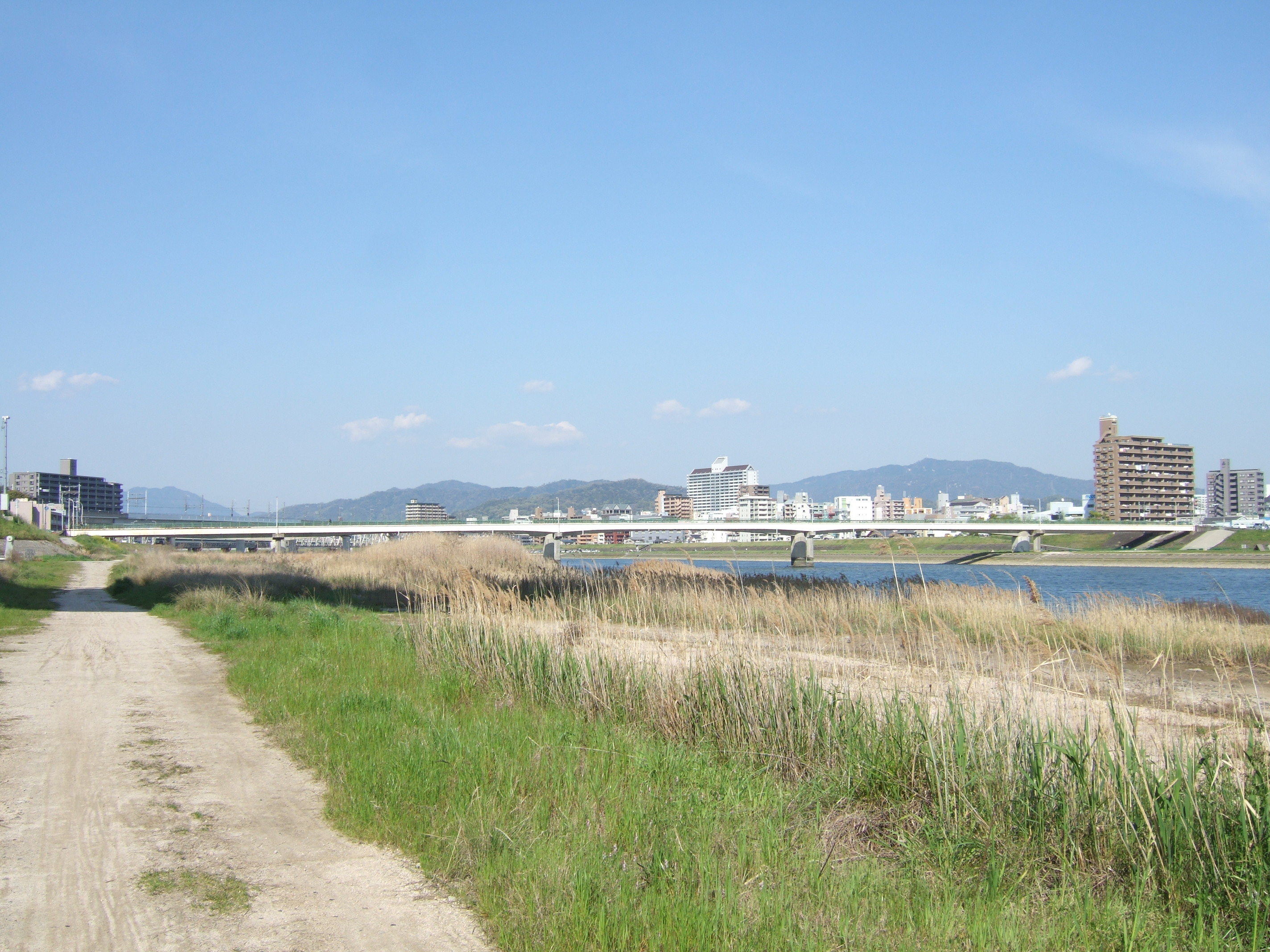
山手橋
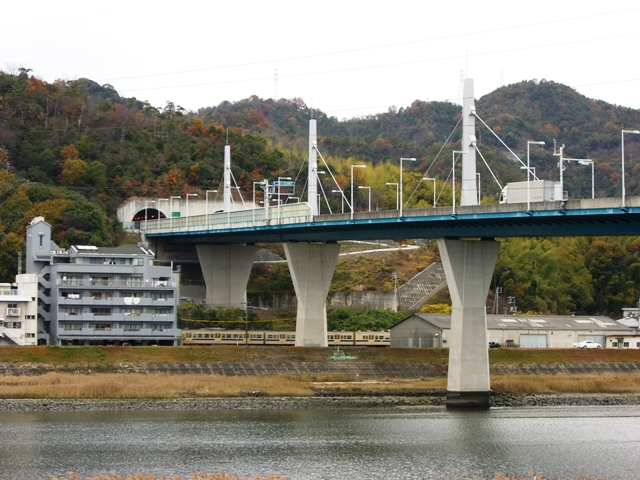
広島西大橋
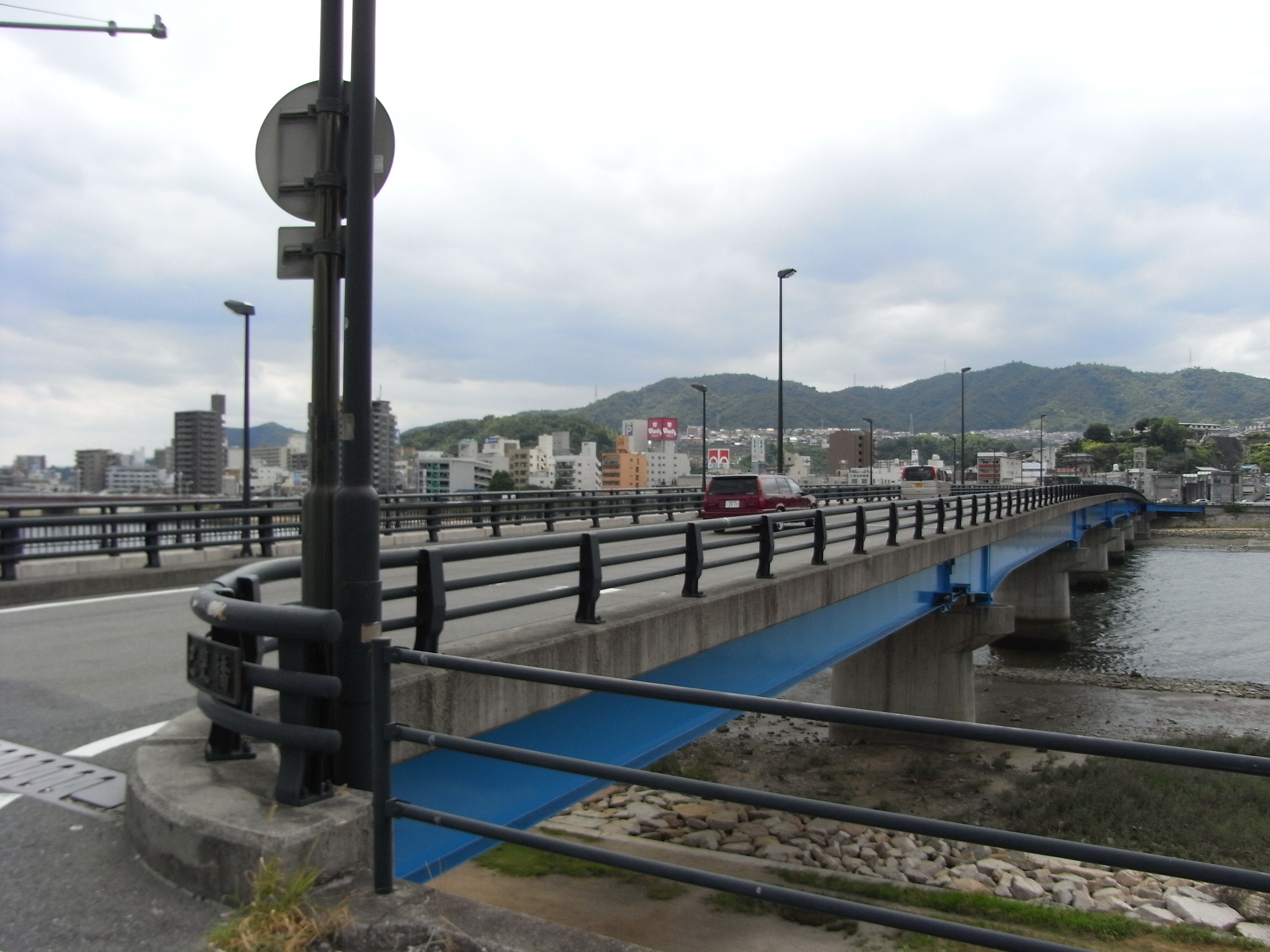
己斐橋
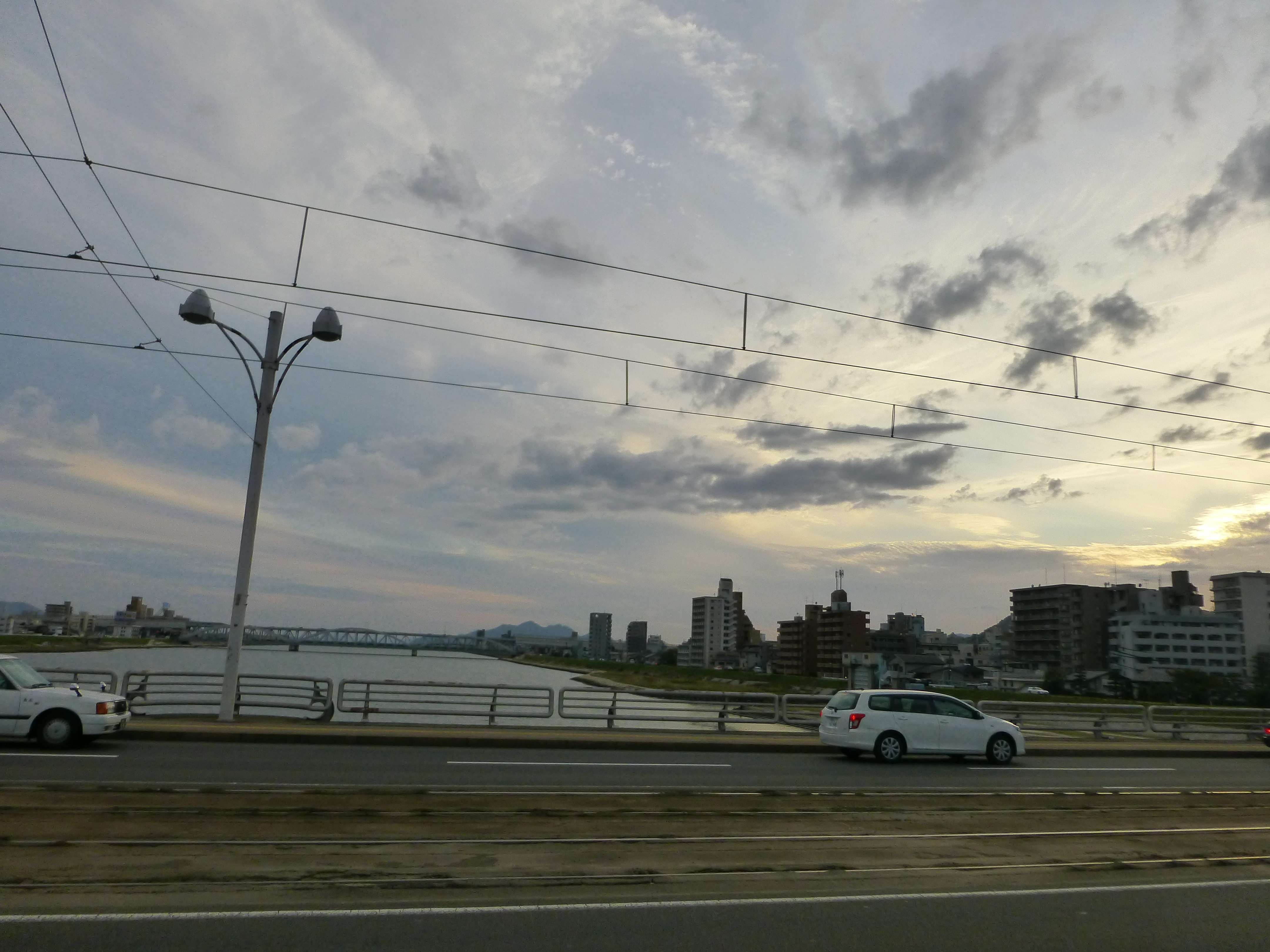
新己斐橋
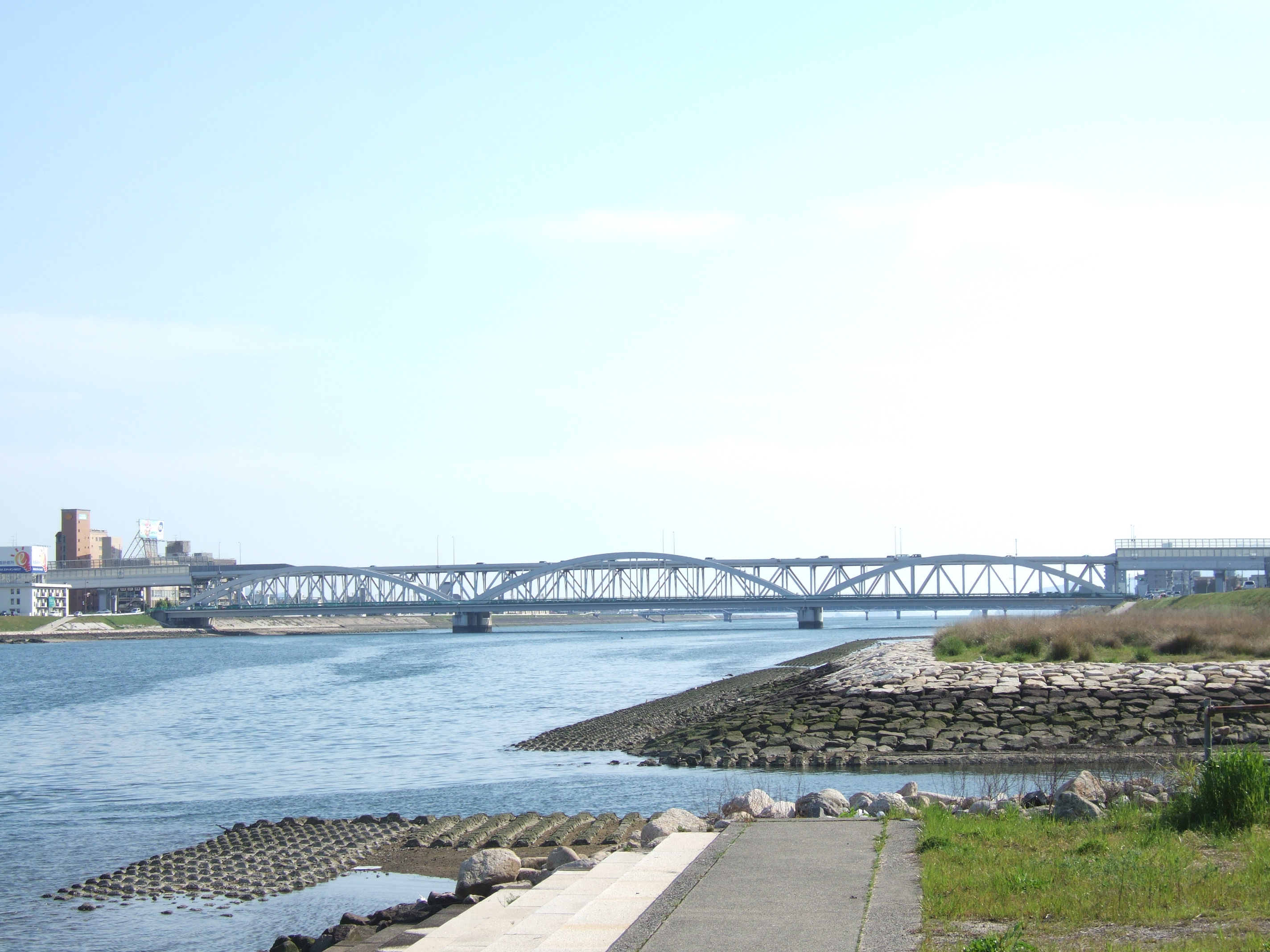
旭橋・新旭橋
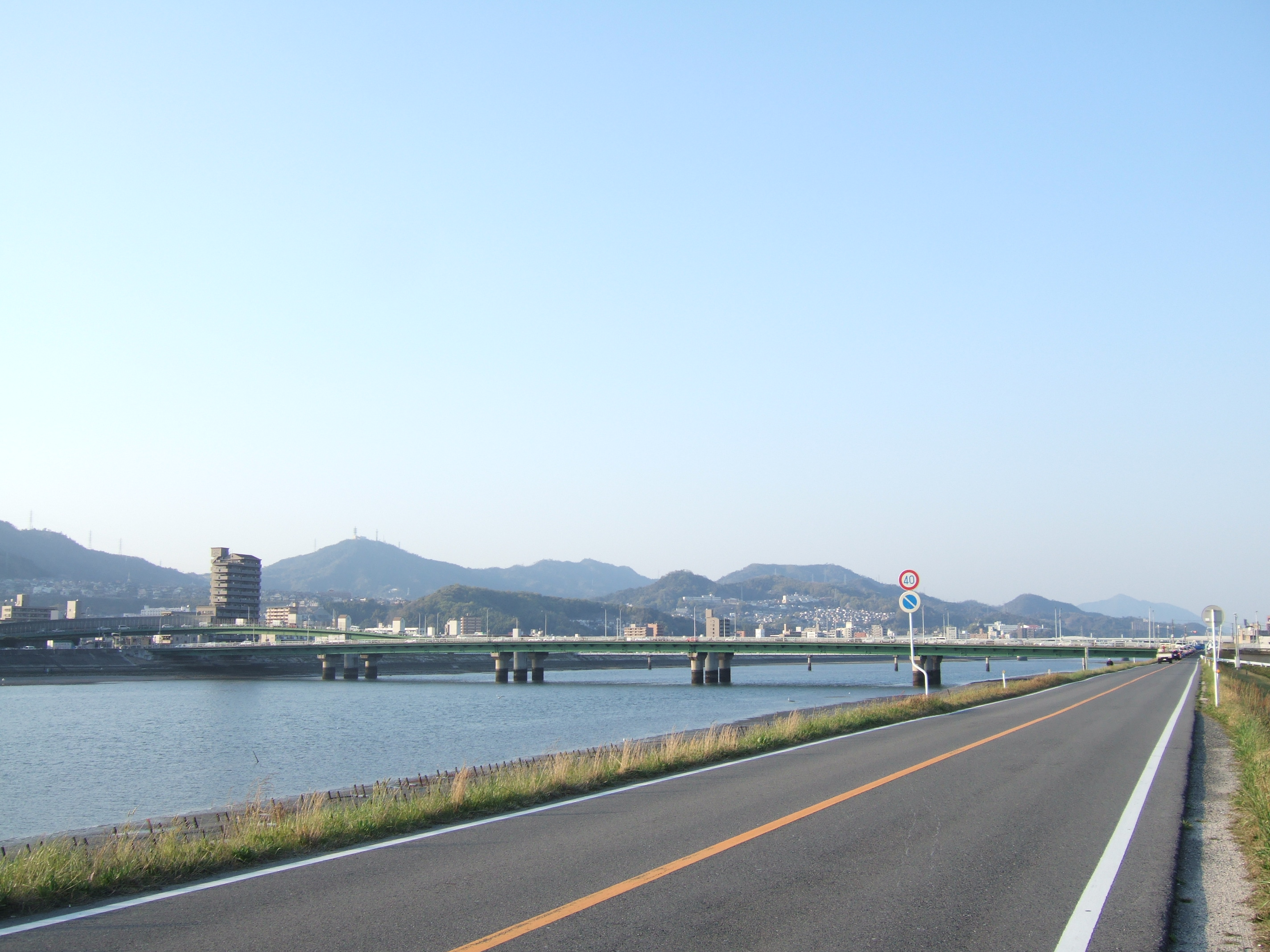
庚午橋
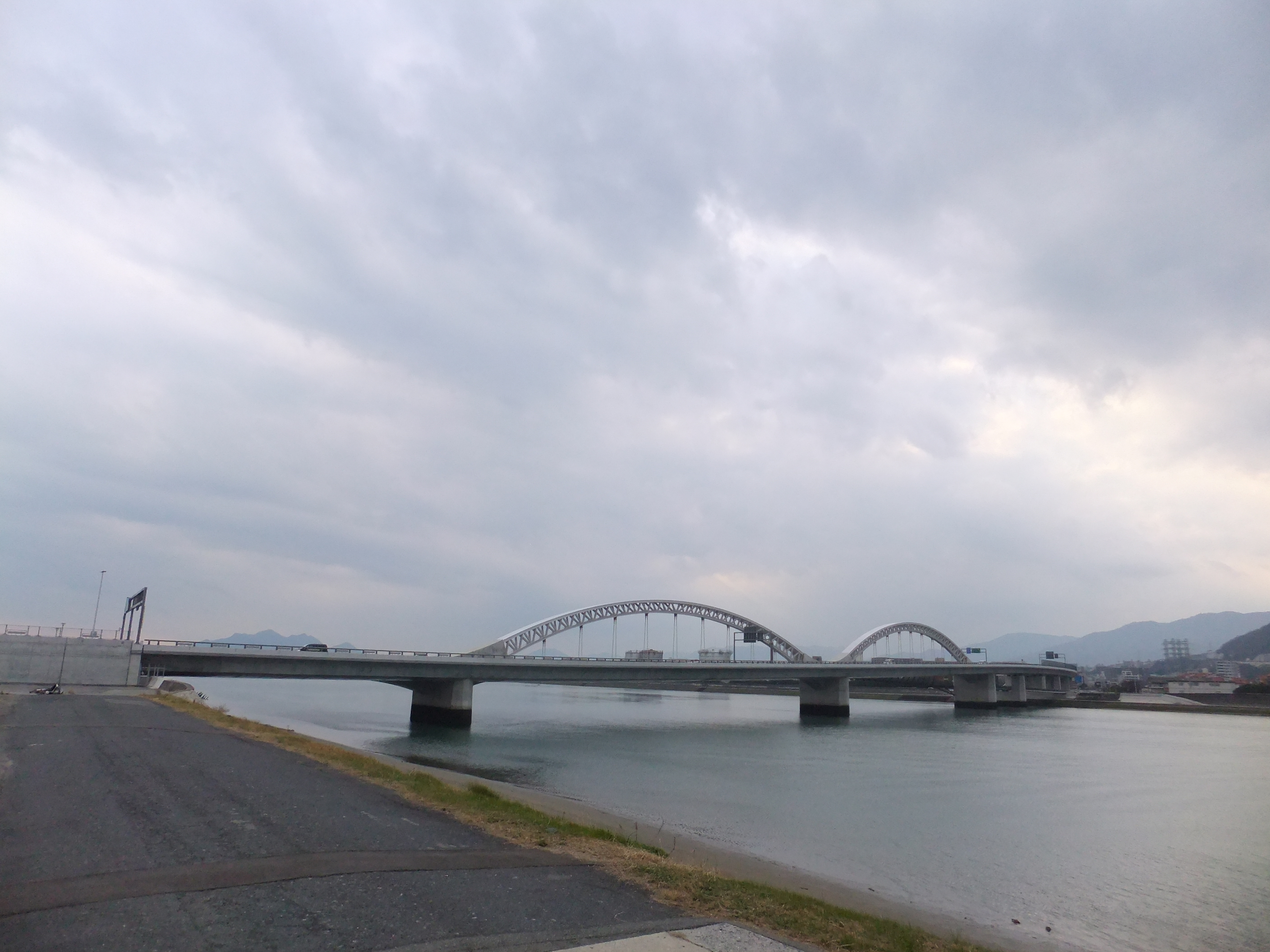
太田川大橋